# طاغوت (مجموعه تلویزیونی)
طاغوت نام یک مجموعهٔ تلویزیونی به کارگردانی غلامرضا کریمی است که در سال ۱۳۷۴ تولید و از شبکه ۱ پخش گردید. این مجموعه تلویزیونی، اولین محصول «سیمافیلم» محسوب می‌شود.

## خلاصه داستان
یک دانشجویِ دانشکدهٔ ادبیات به نام «طاهر»؛ برای نگارش رسالهٔ کارشناسی ارشد خود درباره «طاغوت» از گذشته تا حال، تحقیق می‌کند.

## بازیگران و عوامل تولید

### بازیگران
- اکبر زنجان‌پور
- عنایت‌الله شفیعی
- روح‌انگیز مهتدی
- شهره سلطانی
- نادر رجب‌پور
- عباس امیری مقدم
- بهمن روزبهانی
- مهدی قلی‌پور

### عوامل تولید
- نویسنده و کارگردان: غلامرضا کریمی
- تصویربردار: مهرزاد ناظری
- تهیه‌کننده: سیمافیلم
- تعداد قسمت‌ها: ۷ قسمت
- مدت زمان: ۳۵۰ دقیقه
- محصول: گروه فیلم و مجموعه تلویزیونی شبکه ۱
- سال تولید: ۱۳۷۴